# 生之慾
，乃是1952年由日本導演黑澤明執導的電影，曾獲得日本每日電影最佳影片獎、電影旬報年度最佳影片獎、柏林影展特別獎等獎項。2022年，被翻拍為英國電影《倫敦生之慾》。

## 劇情大綱
在市公所工作30年的市民課課長渡邊勘治每天過著蓋章、簽公文的乏味生活，某日因身體不適前往醫院檢查，結果竟被告知罹患胃癌末期，只剩下約半年的生命。回到家中，兒子與媳婦對他並不友善，甚至可謂不孝。感到悲傷的渡邊，帶了畢生積蓄離家出走，也不去上班了。他在外頭遇見一位小說作家，告知自己將不久於人世，他認為從未替自己好好活過。小說家同情其遭遇，帶他去打小鋼珠，甚至去聲色場所。對渡邊來說，雖然這些事很新鮮，但到頭來卻覺得空虛落寞。第二天他就告別了小說家，一個人孤獨的走在街上。
他遇見了市公所的一位年輕女職員小田切豐，後者表示她厭倦公務員無聊的工作，已覓得新職，卻因課長沒來上班，沒人批准辭呈。渡邊便將小田切帶回家中，為她蓋離職同意書；見她絲襪破掉，想為她買雙新的。這天他要求小田切帶他去玩，兩人也渡過快樂的一天。但回家後卻遭到兒子辱罵，認為他之前帶走的存款算是家用的一部份；兒子同時誤會小田切是他的年輕情人，要求父親自重。
過了幾天後，渡邊前往小田切新任職的玩具工廠，希望她再陪著出去玩。小田切原本不想答應，但渡邊苦苦哀求，她只好同意。晚上來到一家西餐廳，渡邊的舉動讓小田切以為他要對她不軌，十分害怕。沒想到渡邊告訴她自己得了不治之症，來日無多，但是見到小田切如此年輕有活力，希望小田切告訴他究竟活著是為了什麼。小田切只好戰戰兢兢的拿出一隻玩具兔子告訴他，她平常在工廠工作就是做這種東西；只要想到自己做出的東西是為別人帶來歡樂，自己也就很開心。渡邊突然想到自己想要什麼了，向小田切道謝後便離開餐廳。此時碰巧有群年輕人替一位少女慶生，眾人唱起生日快樂歌，彷彿在慶祝渡邊的重生。
翌日渡邊再度回到市公所上班，將他請假這些日子的公文全數拿出來，發覺有件案子是許多婦女前來陳情，希望將某條臭水溝改建為公園，卻屢屢遭到各單位互踢皮球不願處理。他決定要處理這件事，帶著下屬開始各處奔走。5個月後，渡邊過世，在靈堂上大家開始回憶他生命最後5個月的過程，發覺他非常努力奔走以建立公園，最後甚至選擇在大雪的夜裡獨自快樂的唱著歌，死於自己親手建立的公園裡。雖然在守靈酒會上，大家緬懷渡邊所做的一切，但等到第二天上班時，市公所依舊瀰漫著官僚之氣。儘管有職員看不過去，心中認為應該要繼承渡邊的精神，但也僅止於緬懷而已。
然而，在渡邊以餘命所建立的新公園中，則是充滿孩子們的歡笑聲。

## 演員一覽
- 渡邊勘治：志村喬
- 市民課職員·木村：日守新一
- 市民課職員·坂井：田中春男
- 市民課職員·野口：千秋實
- 小田切豐：小田切美喜
- 市民課職員小原：左卜全
- 市民課主任齋藤：山田巳之助
- 市民課係長大野：藤原釜足
- 渡邊喜一：小堀誠
- 渡邊光男：金子信雄
- 助理：中村伸郎
- 醫院的病人：渡邊篤
- 醫師的助手：木村功
- 醫院的醫師：清水將夫
- 小說家：伊藤雄之助
- 渡邊辰：浦邊粂子
- 陳情的主婦Ａ：三好榮子
- 陳情的主婦Ｂ：本間文子
- 陳情的主婦Ｃ：菅井金
- 酒店的老闆娘：丹阿彌谷津子
- 鋼琴演奏者：市村俊幸
- 舞者：倉本春枝、拉莎·沙雅
- 女傭林：南美江
- 渡邊一枝：關京子
- 市議員：阿部九州男
- 新聞記者Ａ：永井智雄
- 新聞記者Ｂ：村上冬樹
- 新聞記者Ｃ：青野平義
- 角頭老大：宮口精二
- 老大的手下：加東大介、林幹、堺左千夫
- 公園課長：小川虎之助
- 警官：千葉一郎
- 居酒屋的老爺爺：谷晃
- 市公所職員：長濱藤夫、小島洋洋
- 捻香的客人：登山晴子、安雙三枝
- 其他：深見泰三、河崎堅男、勝本圭一郎、瀨良明

## 拍攝製作人員
- 導演：黑澤明
- 製片：本木莊二郎
- 製作主任：真木照夫
- 編劇：黑澤明、橋本忍、小國英雄
- 助理導演：丸林久信、堀川弘通、廣澤榮、田實泰良
- 攝影：中井朝一
- 美術：松山崇
- 配樂：早坂文雄
- 演奏：Cuban Boys（（日語）キューバン・ボーイズ）、P C L Swing Band（（日語）Ｐ．Ｃ．Ｌ．スイングバント）、P C L Orchestra（（日語）Ｐ．Ｃ．Ｌ．オーケストラ）
- 錄音：矢野口文雄
- 燈光：森茂
- 場記：野上照代

## 外部連結
- 互联网电影数据库（IMDb）上《流芳頌》的资料（英文）

## 改編作品
- 2007年9月9日朝日電視台推出由松本幸四郎主演的《生之慾》，與原著有很大的差異。
- 2022年电影《倫敦生之慾》，由奥利佛·赫曼纽斯导演，並由諾貝爾文學獎得主石黑一雄擔任改編劇本執筆。